# Union sportive de Breteuil
L'Union sportive de Breteuil est un club français de football reconnu en 1913, né de la fusion de deux clubs locaux. En juin 2014, le club accède à la Division d'Honneur et remporte la Coupe de l'Oise, trente-six ans après sa dernière victoire dans l'épreuve. 

## Historique
L'US Breteuil évolue en Division 3 pour la saison 1977-1978 et en Division 4 entre 1978 et 1982, durant quatre saisons. En novembre 2012, le club participe pour la deuxième fois de son histoire au septième tour de la Coupe de France (après une première participation en 1976). Malgré la présence dans les buts de l'ancien international malien Fousseni Tangara, la formation s'incline.  Le club, présidé par Xavier Dumon, est relégué à l'issue de la saison 2012-2013 en Promotion Honneur. Lors de la trêve estivale, le club fête son centenaire. Un an après l'avoir quitté, le club obtient officiellement son billet pour remonter parmi l'élite régionale, en Division Honneur. De plus, trois semaines plus tard, le 22 juin 2014, à Senlis, le club remporte la coupe de l'Oise, trente-six ans après sa dernière victoire dans l'épreuve. Il s'impose 2-1 face à la réserve du club de CFA, le FC Chambly.

## Palmarès
Division d'Honneur :
- Champion : 1977

Coupe de l'Oise :
- Vainqueur : 1954, 1978 et 2014